# Джонатан Собол
Джонатан Собол (англ. Jonathan Sobol) — канадський кінорежисер і сценарист. Відомий працею над фільмами «Громадянин Дуейн» (2006), «Керівництво зі смерті для початківців» (2010), «Мистецтво крадіжки» (2013), «Падре» (2018) та «Пекар» (2022).
Народився у Ніагара-Фоллс, Онтаріо. Нині мешкає у Торонто.

## Фільмографія
- 2005 — My Uncle Navy and Other Inherited Disorders (короткометражний) — сценарист
- 2006 — Citizen Duane — сценарист
- 2007 — Everything Is Connected (короткометражний) — режисер, сценарист
- 2010 — A Beginner's Guide to Endings — режисер, сценарист
- 2013 — Мистецтво крадіжки — режисер, сценарист
- 2015 — Young Drunk Punk (телесеріал, 1 епізод) — сценарист
- 2018 — Падре — режисер
- 2022 — Пекар — режисер
- Littlemouth (постпродакшн) — режисер, сценарист